# Shutonia
Shutonia is een geslacht van weekdieren uit de klasse van de Gastropoda (slakken).

## Soort
- Shutonia variabilis (Schepman, 1913)